# Valser Tal (Graubünden)

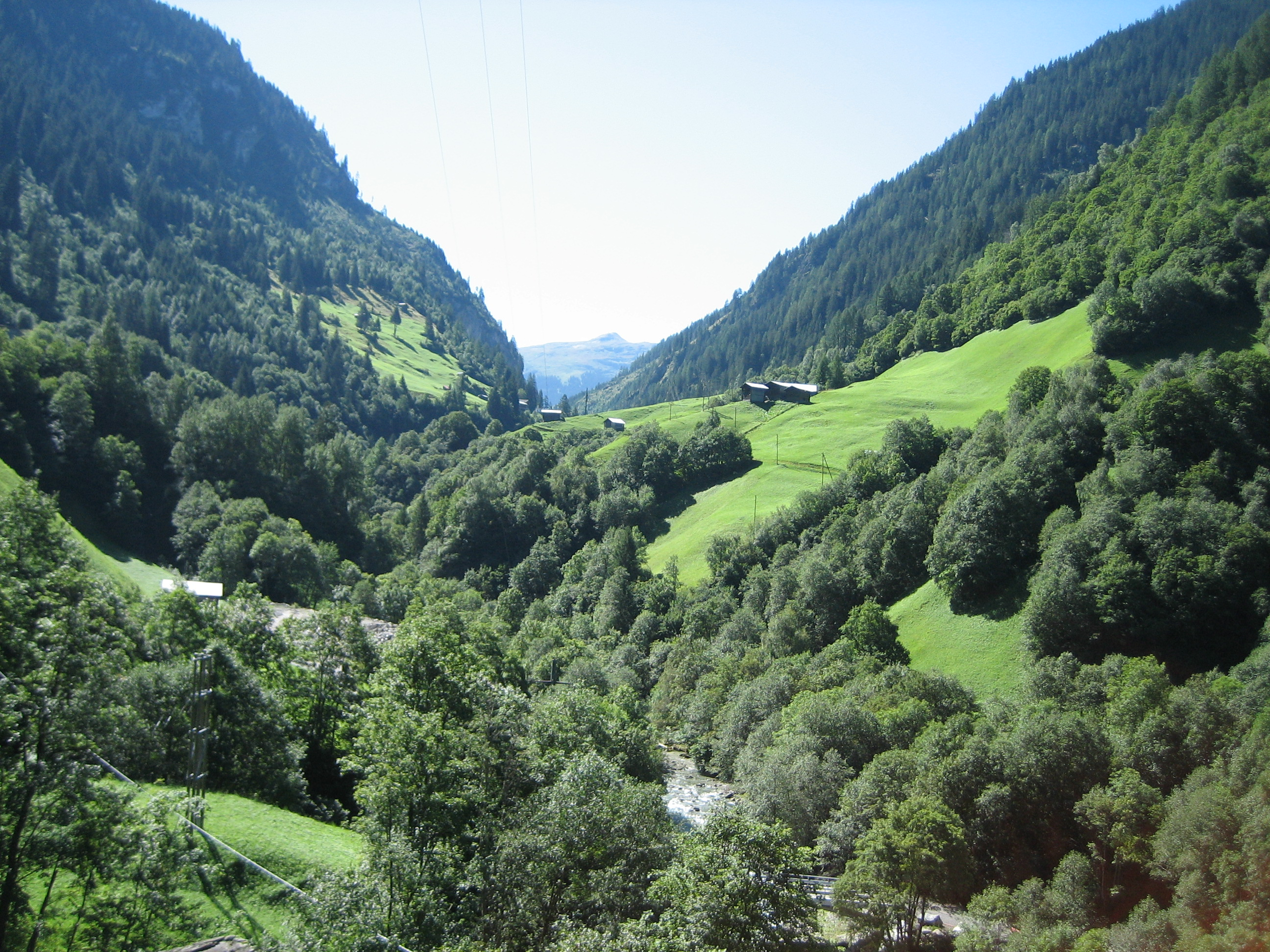
Das Valser Tal südlich von Vals

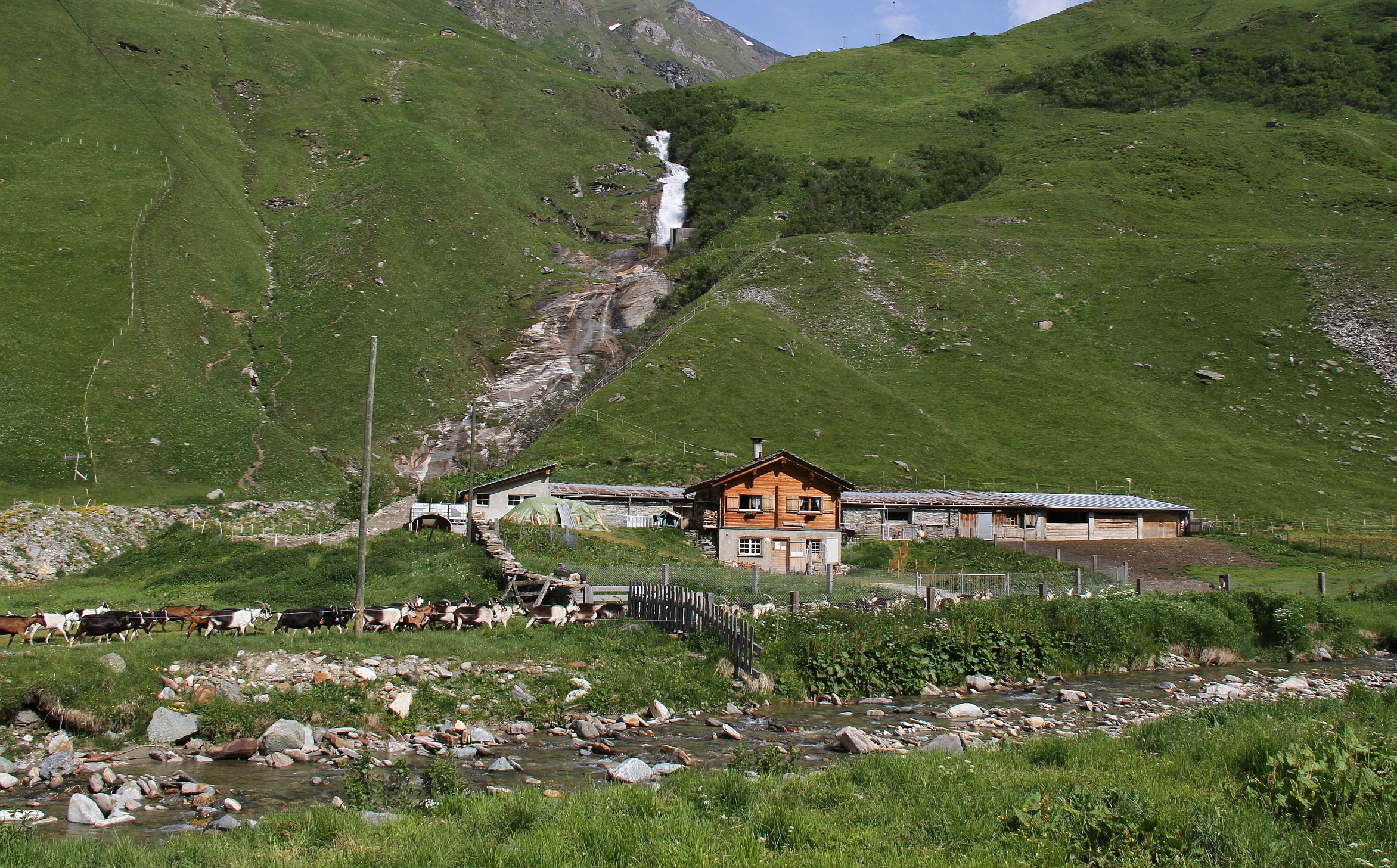
Ziegenalp Peil / Vals

Das Valser Tal oder Valsertal liegt im schweizerischen  Kanton Graubünden. 

## Geografie
Das rund 16 Kilometer lange Valser Tal ist ein Seitental des Val Lumnezia und zweigt bei Uors-Peiden in südlicher Richtung vom Haupttal ab. Zuhinterst im Tal liegt der Zervreilasee. Es wird vom Valser Rhein durchflossen. Abgesehen von Vals, dem Dorf Tersnaus und dem Weiler St. Martin gibt es keine Ortschaften.

## Siedlungsgeschichte
Die Bevölkerung des Valser Tals lebt verteilt in Weilern und im Dorf Vals auf 1254 m Höhe. Es ist eine walserdeutsche Sprachinsel; im benachbarten Val Lumnezia wird rätoromanisch gesprochen.
Durch vereinzelte Funde aus der Bronzezeit ist nachweisbar, dass das Tal zumindest als Verbindungsweg zwischen dem Misox und dem Rheintal genutzt wurde. Es war bereits im 12. Jahrhundert besiedelt, wobei die Bevölkerung dem Niedergericht in Sagogn unterstand. Die Rechte der hohen Gerichtsbarkeit lagen bei den Freiherren von Belmont. Im 14. Jahrhundert erfolgte die Einwanderung der Walser, die sich vor allem im hinteren Teil des Tals ansiedelten.

## Tourismus
Die Therme Vals ist die einzige Thermalquelle in Graubünden, die direkt aus dem Boden kommt. Im unteren Teil des Tales liegt Peiden-Bad, ein ehemaliges Thermalbad. Über den Valserberg führen alpine Wanderrouten nach Hinterrhein und Nufenen im Rheinwald.

## Galerie

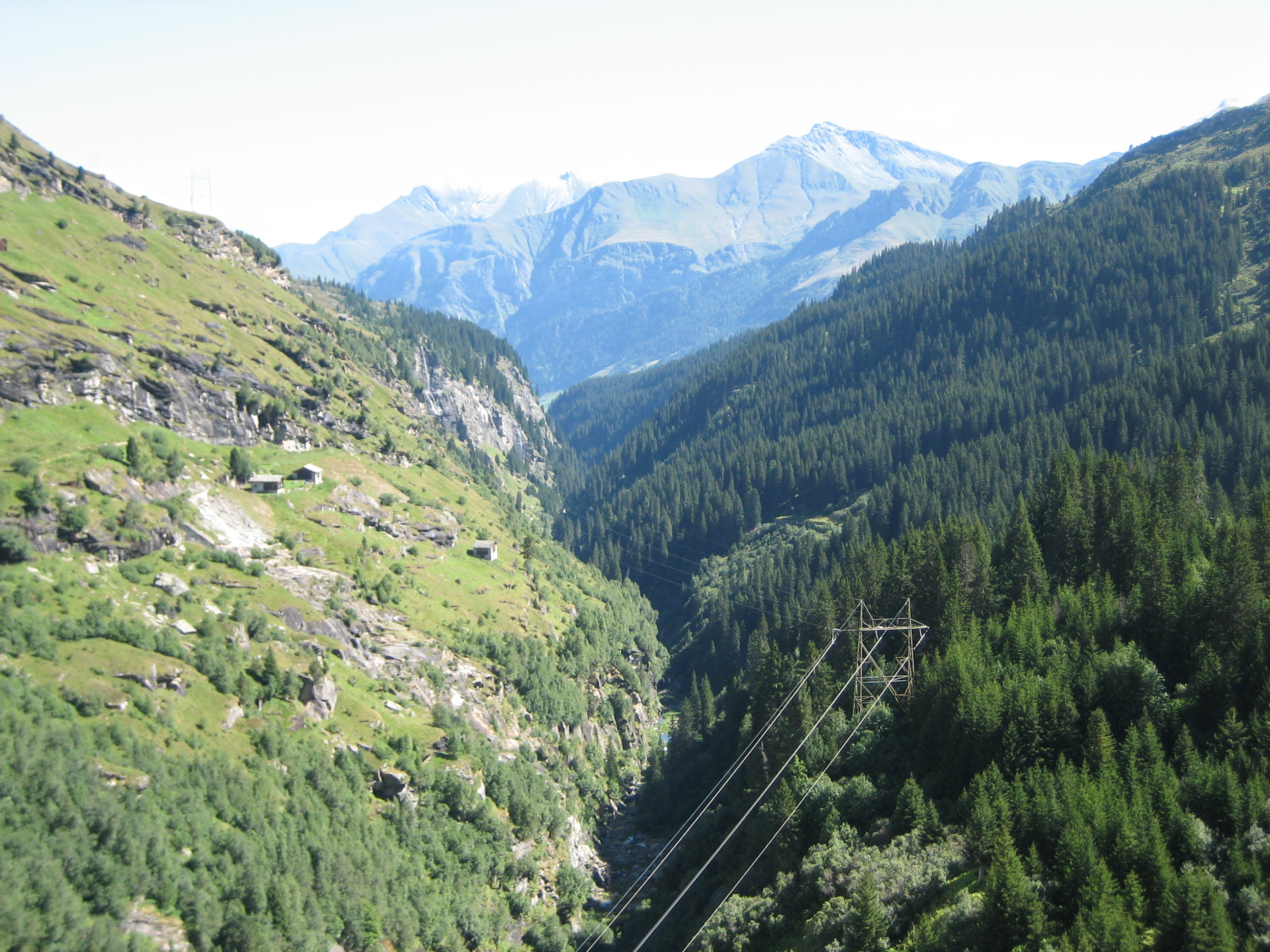
Oberes Valser Tal
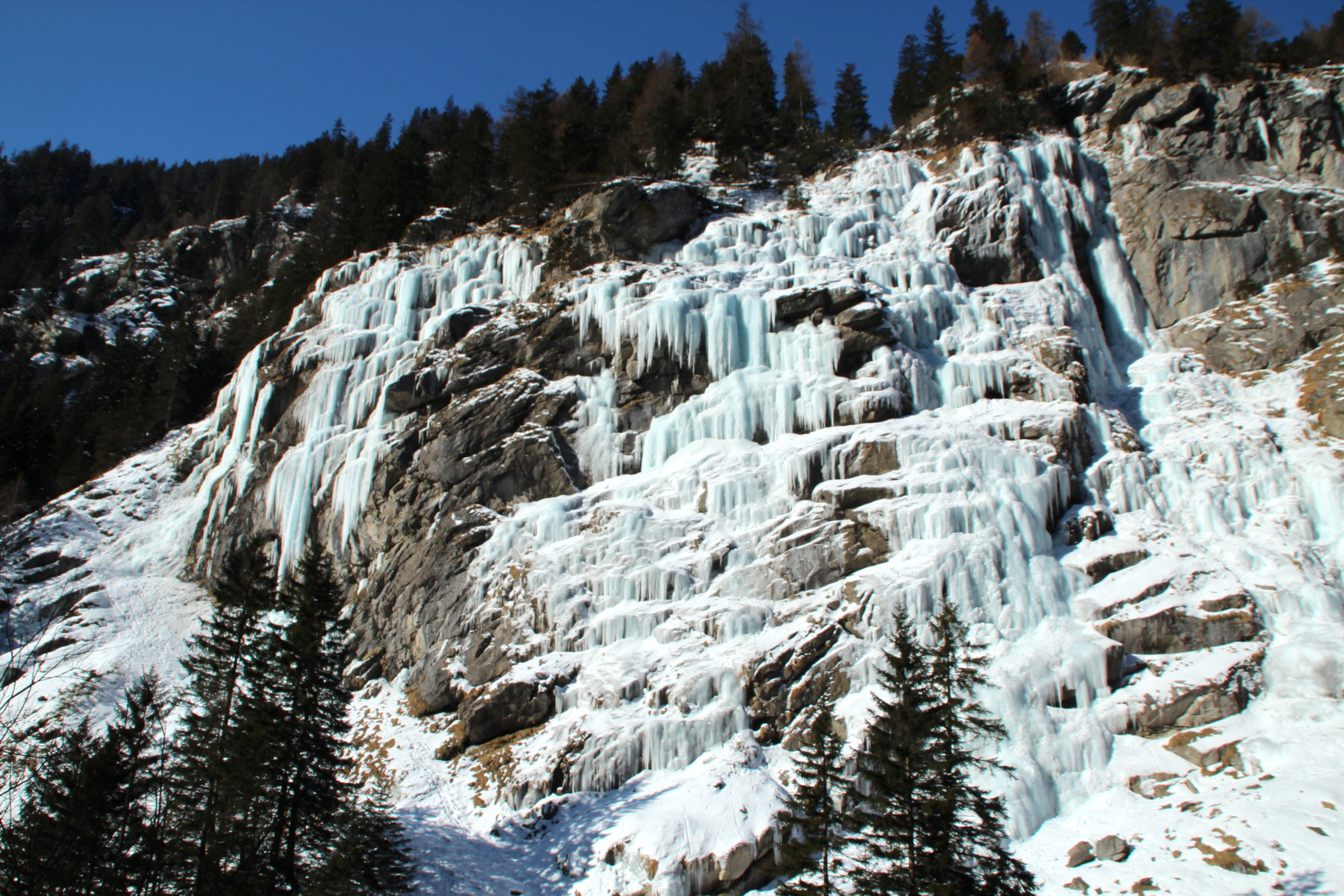
Gefrorener Wasserfall im Valser Tal
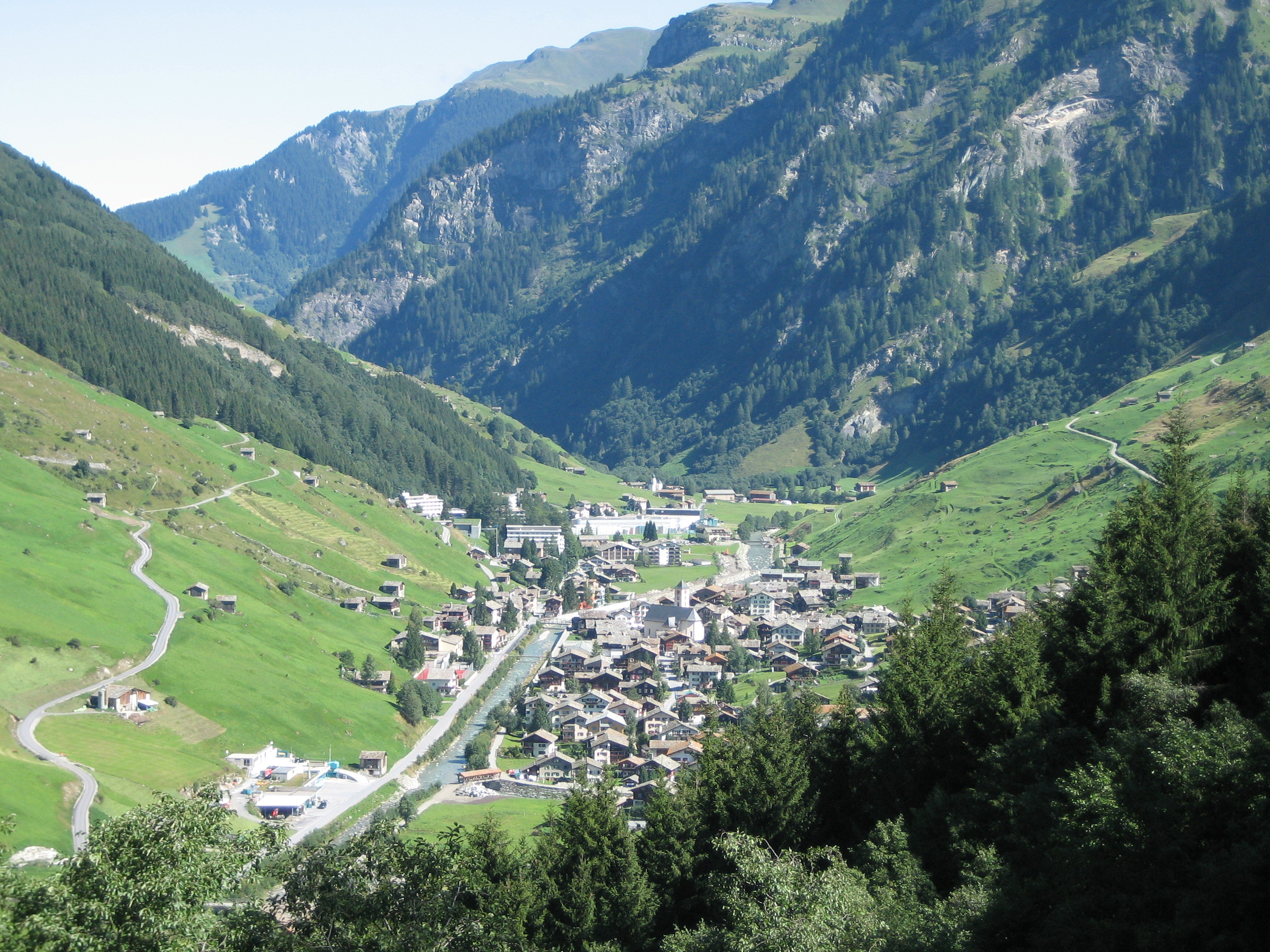
Vals
Valser Tal. Historisches Luftbild von Werner Friedli (1954)